# Parazit (film din 2019)
Parazit (hangul: 기생충; RR: Gisaengchung) este un film de comedie neagră și thriller sud-coreean din 2019, regizat de Bong Joon-ho, care este și co-scenarist, alături de Han Jin-won⁠(d). În film joacă Song Kang-ho⁠(d), Lee Sun-kyun⁠(d), Cho Yeo-jeong⁠(d), Choi Woo-sik⁠(d) și Park So-dam⁠(d), iar povestea este cea a unei familii sărace care pune la cale un plan pentru a deveni angajați domestici ai unei familii înstărite dându-se drept persoane extrem de calificate și neînrudite.
Filmul a avut premiera la Festivalul de Film de la Cannes, pe 21 mai 2019, unde a devenit primul film sud-coreean care a câștigat Palme d'Or și primul film care a câștigat cu vot unanim de la Adèle: Capitolele 1 și 2 la ediția din 2013 a festivalului. Acesta a fost apoi lansat în Coreea de Sud de către CJ Entertainment⁠(d) pe 30 mai 2019. Filmul a primit aprecieri critice și a apărut în listele celor mai bune filme din 2010. Acesta a avut încasări de peste 179 milioane de dolari în întreaga lume la un buget de producție de aproximativ 11 milioane de dolari.
Printre numeroasele distincții, Parazit a primit șase nominalizări la a 92-a ediție a Premiilor Oscar, câștigând Oscarul pentru cel mai bun film, cel mai bun regizor pentru Bong, cel mai bun scenariu original și cel mai bun film străin. Acesta a devenit primul film sud-coreean care a primit Premiul Academiei, precum și primul film într-o limbă alta decât engleză care a câștigat cel mai bun film. De asemenea, a câștigat Premiul Globul de Aur pentru cel mai bun film într-o limbă străină, Premiul BAFTA pentru cel mai bun film într-o limba alta decât engleza și a devenit primul film într-o limbă alta decât engleza care a câștigat Premiul Sindicatului Actorilor pentru interpretare într-un film.

## Distribuție
- Song Kang-ho⁠(d) ca Kim Ki-taek, tatăl în familia Kim
- Choi Woo-shik⁠(d) ca Kim Ki-woo (Kevin), fiul familiei Kim
- Park So-dam⁠(d) ca Kim Ki-jeong (Jessica), fiica familiei Kim
- Jang Hye-jin ca Park Chung-sook, mama în familia Kim[note 2]
- Lee Sun-kyun⁠(d) ca Park Dong-ik, tatăl în familia Park
- Cho Yeo-jeong⁠(d) ca Choi Yeon-gyo, mama în familia Park
- Jung Ji-so⁠(d) ca Park Da-hye, fiica familiei Park
- Jung Hyeon-jun ca Park Da-song, fiul familiei Park
- Lee Jung-eun⁠(d) ca Gook Moon-gwang, menajera
- Park Myung-hoon ca Geun-sae, soțul lui Moon-gwang
- Park Geun-rok ca Yoon, șoferul
- Park Seo-joon⁠(d) ca Min-hyuk (cameo)[17]

## Producție

### Dezvoltare
Ideea din spatele filmului Parazit are originea în 2013. În timp ce lucra la Expresul zăpezii, Bong a fost încurajat de un prieten actor de teatru să scrie o piesă. El fusese tutore pentru fiul unei familii bogate din Seul pe când avea 20 de ani și a dorit să transpună această experiență într-o piesă. După finalizarea Expresul zăpezii, Bong a scris un rezumat de 15 pagini pentru prima jumătate a filmului Parazit, pe care asistent lui de producție la Snowpiercer, Han Jin-won, l-a transformat în trei schițe de scenariu diferite. După terminarea Okja⁠(d), Bong a revenit la proiect și a terminat scenariul, iar Han a primit credit drept co-scenarist.

### Filmare
Filmările principale pentru Parazit au început pe 18 mai 2018 și s-au încheiat 77 de zile mai târziu, pe 19 septembrie 2018. Aceastea au avut loc în apropiere de Seul și în Jeonju⁠(d).

## Teme și interpretări
Principalele teme în Parazit sunt lupta de clasă și inegalitatea socială. Criticii de film și Bong Joon-ho însuși au considerat filmul drept o reflectare a capitalismului modern, iar unii l-au asociat cu termenul de „Infern Joseon⁠(d)”, o expresie care a devenit populară, mai ales printre tineri, la sfârșitul anului 2010 pentru a descrie dificultățile vieții în Coreea de Sud. Filmul analizează, de asemenea, folosirea „relațiilor” pentru a înainta social, mai ales pentru familiile bogate, dar și pentru cei săraci, precum familia Kim.

## Lansare

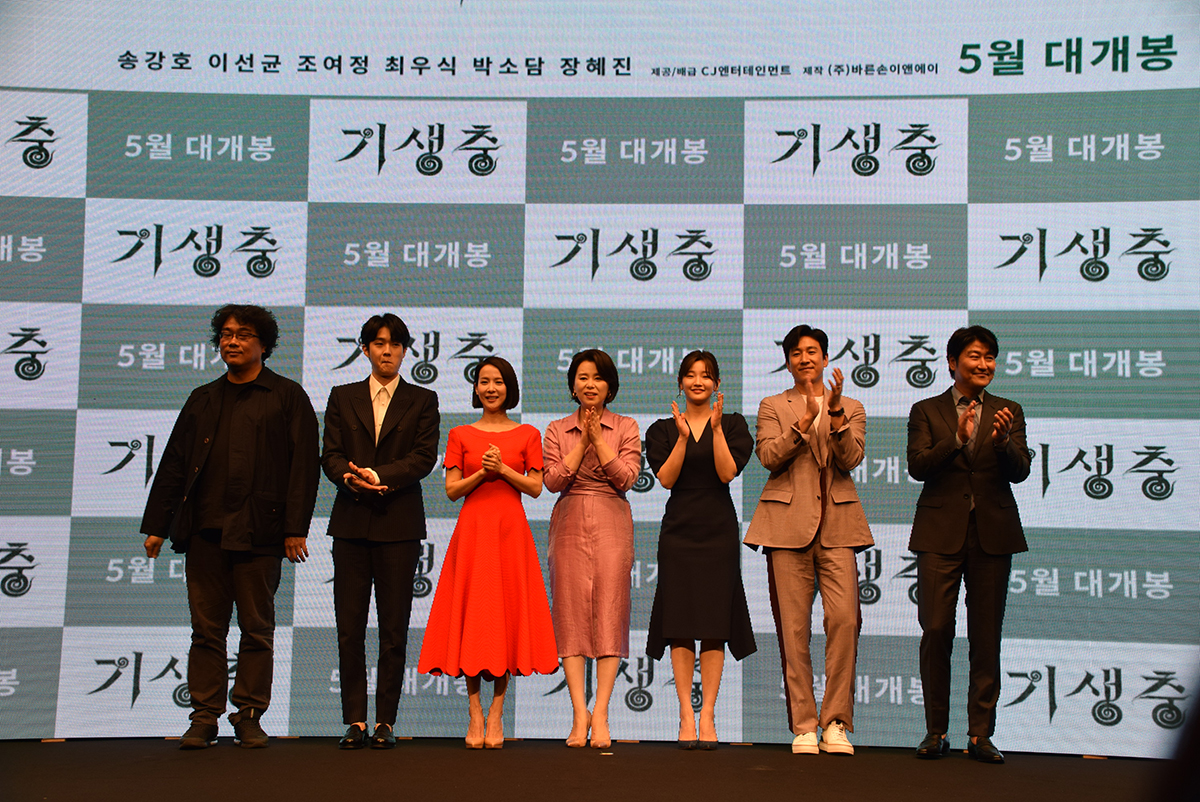
Regizorul și actorii principali la un eveniment de presă în aprilie 2019.

Filmul a avut premiera mondială în Festivalul de Film de la Cannes 2019, pe 21 mai. În Coreea de Sud a fost lansat pe 30 mai 2019.

## Serial de televiziune
Un serial HBO bazat pe film, adaptat și produs de Bong și Adam McKay, se află în dezvoltarea. Bong a declarat că serialul, de asemenea intitulat Parazit, va explora povești „care au loc între secvențele din film”. În februarie, Mark Ruffalo a fost desemnat pentru un rol principal.